# Monopole
Monopole is een historisch motorfietsmerk.
Monopole Cycle & Carriage Co. Ltd., Coventry (1911-1924).
Engelse fabriek die aanvankelijk goede motorfietsen met 500 cc Precision-blokken maakte. Later volgden 269 cc Villiers-modellen. Na de Eerste Wereldoorlog maakte men modellen met tweetaktmotoren van Abingdon en Villiers tot 350 cc en 680 cc JAP-zijkleppers.